# Longkaikou-Talsperre
Die Longkaikou-Talsperre ist eine in Bau befindliche Talsperre am Jinsha Jiang (chin. Bezeichnung für den Oberlauf des Jangtsekiang) bei Lijiang in der Provinz Yunnan, Volksrepublik China. Die Staumauer wird eine 119 m hohe Gewichtsstaumauer (nach anderen Angaben 113 m) aus Walzbeton (RCC). Die Bauarbeiten begannen 2007 und wurden im Juni 2009 vom Umweltministerium unterbrochen, weil ohne Umweltgutachten und ohne Genehmigung gebaut worden war. Für den Stausee müssen etwa 2000 Menschen umgesiedelt werden. Im Stausee wird es auch eine Fischproduktion geben.
Im 2013 fertiggestellten Wasserkraftwerk treiben fünf Turbinen je einen Generator mit je 360 MW Leistung. Somit beträgt die Gesamtleistung der Anlagen 1800 MW. Damit können in einem durchschnittlichen Jahr 7,82 Milliarden kWh Energie produziert werden.